# スージー甘金
スージー 甘金（スージー あまかね、1956年3月20日 - ）は、日本のマンガイラストレーター、コミック画家。
過去にスージィ甘金と表記していた時期もあった。男性。
ペイント作風のコマ割りマンガを作風としマンガイラストレーターの元祖と言われている。
現代美術のパロディ作家としても知られている。東京都三鷹市出身。

## 略歴
少年時代は藤子不二雄や赤塚不二夫のファンで、漫画家志望だった。フリーターを経て、東京藝術大学と桑沢デザイン研究所と多摩美術大学を受験。22歳で多摩美術大学グラフィックデザイン学科に入学。在学中、ナイロン100%店長の中村直也の「100%プロジェクト」に関わるようになり、主に当時の『宝島』の仕事を手がける。この頃、霜田恵美子の紹介で湯村輝彦と知り合う。
大学卒業後、デザイン事務所勤務等を経て独立。多摩美術大学では非常勤講師としてウェブサイト製作の授業を担当していた。

## 書籍
- それゆけ小松君（スージィ甘金名義、JICC出版局、1985年）
- 郵便ポスト・モダン（スージィ甘金名義、CBS・ソニー出版、1986年）
- ポッポ・アート（荒地出版社、1991年）
- スージー甘金のキャラクターハンドブック+Bomb KAT100（誠文堂新光社、1996年）
- スージー甘金のお気楽ペインター道場 オールカラーでござる（ジャパンミックス、1997年）
- 少年ポンチ 愛と友情のサブカルコミック（ジャパンミックス、1998年）
- TIS年鑑 '01‐'02（六耀社、スージー甘金編集・テリー ジョンスン監修、2001年）
- スージー甘金 塗COMIX（音楽出版社、藤本国彦編・本秀康監修、2008年）

## メディアでの使用
1986年12月5日に発売されたKUWATA BANDの2枚組ライブ・アルバム『ROCK CONCERT』のジャケットのイラストを担当している。ジャケットには、4コマ漫画が2つ描き下ろされている。
2005年4月27日に発売されたフジテレビ系「めざましテレビ」の3月～8月までの春夏期間限定テーマソングである山下達郎の「太陽のえくぼ」（MOON RECORDS）のミュージック・ビデオに、スージー甘金の描いたアニメーションが使用されCDジャケットのイラストも担当した。